# Lignincola nypae
Lignincola nypae är en svampart som beskrevs av K.D. Hyde & Alias 1999. Lignincola nypae ingår i släktet Lignincola och familjen Halosphaeriaceae.   Inga underarter finns listade i Catalogue of Life.